# Вест-Мілтон (Огайо)
Вест-Мілтон (англ. West Milton) — селище (англ. village) в США, в окрузі Маямі штату Огайо. Населення — 4697 осіб (2020).

## Географія
Вест-Мілтон розташований за координатами 39°57′30″ пн. ш. 84°19′33″ зх. д. / 39.95833° пн. ш. 84.32583° зх. д. (39.958295, -84.325969).  За даними Бюро перепису населення США в 2010 році селище мало площу 8,66 км², з яких 8,40 км² — суходіл та 0,25 км² — водойми.

## Демографія
Згідно з переписом 2010 року, у селищі мешкало 4630 осіб у 1973 домогосподарствах у складі 1298 родин. Густота населення становила 535 осіб/км².  Було 2102 помешкання (243/км²).
Расовий склад населення:
| - 97,4 % — білих - 0,5 % — чорних або афроамериканців - 0,3 % — азіатів - 0,1 % — корінних американців |

До двох чи більше рас належало 1,5 %. Частка іспаномовних становила 0,8 % від усіх жителів.
За віковим діапазоном населення розподілялося таким чином: 25,2 % — особи молодші 18 років, 58,3 % — особи у віці 18—64 років, 16,5 % — особи у віці 65 років та старші. Медіана віку мешканця становила 39,3 року. На 100 осіб жіночої статі у селищі припадало 90,5 чоловіків;  на 100 жінок у віці від 18 років та старших — 88,2 чоловіків також старших 18 років.
Середній дохід на одне домашнє господарство  становив 55 159 доларів США (медіана — 44 375), а середній дохід на одну сім'ю — 62 389 доларів (медіана — 54 971). Медіана доходів становила 38 583 долари для чоловіків та 34 154 долари для жінок. За межею бідності перебувало 9,7 % осіб, у тому числі 14,1 % дітей у віці до 18 років та 4,6 % осіб у віці 65 років та старших.
Цивільне працевлаштоване населення становило 2523 особи. Основні галузі зайнятості: виробництво — 24,3 %, освіта, охорона здоров'я та соціальна допомога — 22,0 %, будівництво — 13,4 %, роздрібна торгівля — 11,9 %.